# Segle XV aC
El segle xv aC manté l'equilibri territorial i polític de l'època precedent i destaca per la sofisticació dels mites i cerimònies religioses arreu, així com per l'aparició de nous pobles a Europa.

## Política
Continua l'expansió de Micenes (amb la conquesta de Grècia), dels hitites i de la Dinastia XVIII d'Egipte, amb la reina Hatshepsut com una de les monarques més destacades. A Europa, s'instal·len els pobles avantpassats dels germànics, amb cultures diferenciades segons la zona. A l'Índia, prossegueix la barreja entre les tribus àries i dravídiques. La ciutat d'Ugarit assoleix la seva màxima esplendor. Assíria va incrementant el seu poder.

## Economia i societat
Es comença a treballar el metall al Perú, amb tècniques diferents a les del Vell Món. A Mesopotàmia, es divideixen les terres en tres categories: les que depenen directament del govern, les privades pertanyents a la classe més rica i aquelles que se cedeixen temporalment a canvi d'un servei o com a recompensa, fet que permet una certa mobilitat social i la sofisticació dels contractes.

## Invencions i descobriments
Es redacta a Egipte el Papir Ebers, amb un recull del coneixement mèdic del seu temps, incloent-hi els remeis prescrits per a cada malaltia.

## Art, cultura i pensament
D'aquesta època, daten les primeres mencions als misteris d'Eleusis, celebracions secretes en honor de la dea Demèter, lligats al cicle agrícola. Aquests cultes esotèrics serien la inspiració de moltes cerimònies posteriors.
Comença a escriure's el Rigveda. Els micènics empren l'escriptura Lineal B, on ja hi ha correspondència entre síl·laba i grafia, abandonant els sistemes ideogràfics, més complexos d'aprendre.